# Puntas de Valentín
Puntas de Valentín es una localidad uruguaya del departamento de Salto. 

## Geografía
La localidad se encuentra ubicada en la zona centro-sur del departamento de Salto, sobre la margen oeste del arroyo Valentín Grande, junto al paso del Siciliano y sobre el camino departamental de la cuchilla de Salto (ruta 4).

## Población
Según el censo de 2011 la localidad contaba con una población de 171 habitantes.
| 146           | 203 | 171 |
| (Fuente: INE) |     |     |